# Wiesiołów (Łódź)
Pour les articles homonymes, voir Wiesiołów.
Wiesiołów (prononciation [vjɛˈɕɔwuf]) est un village de la gmina de Dmosin, du powiat de Brzeziny, dans la voïvodie de Łódź, situé dans le centre de la Pologne.
Il se situe à environ 4 kilomètres à l'est de Dmosin (siège de la gmina), 16 kilomètres au nord de Brzeziny (siège du powiat) et 29 kilomètres au nord-est de Łódź (capitale de la voïvodie).
Sa population s'élevait approximativement à 50 habitants en 2006.

## Administration
De 1975 à 1998, le village était attaché administrativement à l'ancienne voïvodie de Skierniewice.

Depuis 1999, il fait partie de la nouvelle voïvodie de Łódź.